# Eurolophosaurus divaricatus
Espèce
Synonymes
- Tropidurus divaricatus Rodrigues, 1986

Eurolophosaurus divaricatus est une espèce de sauriens de la famille des Tropiduridae.

## Répartition
Cette espèce est endémique de Bahia au Brésil.

## Publication originale
- Rodrigues, 1986 : Um novo Tropidurus com crista dorsal do Brasil, com comentarios sobre suas relacoes, distribuicao e origem (Sauria, Iguanidae). Papeis Avulsos De Zoologia (Sao Paulo), vol. 36, n. 17, p. 171-179.